# لودوفيك لوروا
لودوفيك لوروا (بالفرنسية: Ludovic Leroy)‏ (20 سبتمبر 1975 في فرنسا - ) هو لاعب كرة قدم فرنسي في مركز الدفاع. لعب مع ستاد ريمس ونادي أميين ونادي فالينسيان ونادي فريجوس ونادي مارتيغ وGap HAFC ‏ وSO Romorantin ‏ وES Fréjus ‏.

## وصلات خارجية
- لودوفيك لوروا على موقع قاعدة بيانات كرة القدم.إي يو (الإنجليزية)